# Министерство иностранных дел Саудовской Аравии
Министерство иностранных дел Саудовской Аравии (араб: وزارة الاارجية Wizārat al-Khārijīyah) — министерство, ответственные за управление и контроль внешних связями Саудовской Аравии. Министерство было создано в 1930 году указом Ибн-Сауда, и стало первым министерским органом, созданным королем.

## История
Ибн-Сауда, укрепляя королевство, начал устанавливать дипломатические отношения с иностранными государствами, направляя своих представителей и принимая делегации из различных государств. В 1926 году он учредил Главное управление иностранных дел в Мекке.. В 1930 году был издан королевский указ о преобразовании Главного управления в Министерство иностранных дел. Король назначил своего сына, принца Фейсала, первым министром иностранных дел.
Первоначально Министерство состояло из пяти департаментов: личной канцелярии и департаментов восточных дел, административных дел, политических дел и консульских дел. Министерство начало создавать дипломатические представительства за рубежом. Первый из них был открыт в Каире в 1926 году, а затем в Лондоне в 1930 году. Число дипломатических миссий королевства увеличилось с пяти в 1936 году до 18 в 1951 году и продолжало увеличиваться.
Принц Фейсал продолжал служить даже после того, как унаследовал трон в качестве короля. После его убийства в 1975 году Фейсала сменил на посту министра иностранных дел его сын принц Сауд аль-Фейсал. В 2007 году министерство начало выпуск журнал "Дипломат".
В 2010 году ходили слухи, что следующим министром иностранных дел станет принц Турки ибн Фейсал Аль Сауд, младший брат Сауда, после того как Сауд уйдет в отставку, однако этого не произошло.

## Министры иностранных дел
Ниже приводится список министров иностранных дел с момента основания министерства: 
| № | Фото | Имя                              | Вступление в должность | Оставление должности | Король Саудовской Аравии |
| - | ---- | -------------------------------- | ---------------------- | -------------------- | --- |
| 1 |      | Фейсал ибн Абдул-Азиз Аль Сауд   | 19 декабря 1930 года   | 22 декабря 1960 года | Абдул-Азиз ибн Абдуррахман Аль Сауд (1932–1953) Сауд ибн Абдул-Азиз Аль Сауд (1953–1964)                                       |
| 2 |      | Ибрагим ибн Абдулла аль-Сувайель | 22 декабря 1960 года   | 16 марта 1962 года   | Сауд ибн Абдул-Азиз Аль Сауд (1953–1964)                                                                                       |
| 3 |      | Фейсал ибн Абдул-Азиз Аль Сауд   | 16 марта 1962 года     | 25 марта 1975 года   | Сауд ибн Абдул-Азиз Аль Сауд (1953–1964) Фейсал ибн Абдул-Азиз Аль Сауд (он же) (1964–1975)                                    |
| 4 |      | Сауд ибн Фейсал Аль Сауд         | 13 октября 1975 года   | 29 апреля 2015 года  | Халид ибн Абдул-Азиз Аль Сауд (1975–1982) Фахд ибн Абдул-Азиз Аль Сауд (1982–2005) Абдалла ибн Абдул-Азиз Аль Сауд (2005–2015) |
| 5 |      | Адель аль-Джубейр                | 29 апреля 2015 года    | 27 декабря 2018 года | Салман ибн Абдул-Азиз Аль Сауд (2015 – настоящее время)                                                                        |
| 6 |      | Ибрагим аль-Ассаф                | 27 декабря 2018 года   | 23 октября 2019 года | Салман ибн Абдул-Азиз Аль Сауд (2015 – настоящее время)                                                                        |
| 7 |      | Фейсал ибн Фархан Аль Сауд       | 23 октября 2019 года   | настоящее время      | Салман ибн Абдул-Азиз Аль Сауд (2015 – настоящее время)                                                                        |